# Chặng đua GP Emilia Romagna 2021
Chặng đua GP Emilia Romagna 2021 (tên chính thức Formula 1 Pirelli Gran Premio del Made in Italy e dell'Emilia Romagna 2021) là chặng đua thứ hai của Giải đua xe Công thức 1 2021. Chặng đua diễn ra từ ngày 16 đến 18 tháng 04 năm 2021 ở trường đua Imola, Italia. Người chiến thắng là tay đua Max Verstappen của đội đua Red Bull.

## Diễn biến chính
Cuộc đua chính diễn ra trên đường ướt. Lewis Hamilton là người giành pole nhưng bị Max Verstappen giành lấy vị trí dẫn đầu sau pha xuất phát. Các vòng đua sau đó Verstappen không phạm một sai lầm nào để giành chiến thắng chung cuộc.
Hamilton thì phạm một sai lầm ở vòng 30, anh bị mất lái và suýt tông vào hàng rào. Gần như cùng lúc đó xảy ra tai nạn giữa Valtteri Bottas và George Russell khiến cho cuộc đua phải tạm dừng. Khi cuộc đua trở lại thì Hamilton bị tụt xuống vị trí thứ 9 song anh vẫn có thể vượt lại vị trí thứ 2.
Người về ba là tay đua của đội Mclaren Lando Norris.
Sau cuộc đua, Hamilton tiếp tục là người dẫn đầu BXH tổng với 44 điểm nhiều hơn Verstappen 1 điểm.

## Kết quả
| Stt                                                        | Số xe | Tay đua            | Đội đua                   | Lap | Thời gian   | Xuất phát | Điểm |
| ---------------------------------------------------------- | ----- | ------------------ | ------------------------- | --- | ----------- | --------- | ---- |
| 1                                                          | 33    | Max Verstappen     | Red Bull Racing-Honda     | 63  | 2:02:34.598 | 3         | 25   |
| 2                                                          | 44    | Lewis Hamilton     | Mercedes                  | 63  | +22.000     | 1         | 19   |
| 3                                                          | 4     | Lando Norris       | McLaren-Mercedes          | 63  | +23.702     | 7         | 15   |
| 4                                                          | 16    | Charles Leclerc    | Ferrari                   | 63  | +25.579     | 4         | 12   |
| 5                                                          | 55    | Carlos Sainz Jr.   | Ferrari                   | 63  | +27.036     | 11        | 10   |
| 6                                                          | 3     | Daniel Ricciardo   | McLaren-Mercedes          | 63  | +51.220     | 6         | 8    |
| 7                                                          | 10    | Pierre Gasly       | AlphaTauri-Honda          | 63  | +52.818     | 5         | 6    |
| 8                                                          | 18    | Lance Stroll       | Aston Martin-Mercedes     | 63  | +56.909     | 10        | 4    |
| 9                                                          | 31    | Esteban Ocon       | Alpine-Renault            | 63  | +1:05.704   | 9         | 2    |
| 10                                                         | 14    | Fernando Alonso    | Alpine-Renault            | 63  | +1:06.561   | 15        | 1    |
| 11                                                         | 11    | Sergio Pérez       | Red Bull Racing-Honda     | 63  | +1:07.151   | 2         |      |
| 12                                                         | 22    | Yuki Tsunoda       | AlphaTauri-Honda          | 63  | +1:13.184   | 20        |      |
| 13                                                         | 7     | Kimi Räikkönen     | Alfa Romeo Racing-Ferrari | 63  | +1:34.773   | 16        |      |
| 14                                                         | 99    | Antonio Giovinazzi | Alfa Romeo Racing-Ferrari | 62  | +1 lap      | 17        |      |
| 15                                                         | 5     | Sebastian Vettel   | Aston Martin-Mercedes     | 61  | Hộp số      | PL        |      |
| 16                                                         | 47    | Mick Schumacher    | Haas-Ferrari              | 61  | +2 laps     | 18        |      |
| 17                                                         | 9     | Nikita Mazepin     | Haas-Ferrari              | 61  | +2 laps     | 19        |      |
| Ret                                                        | 77    | Valtteri Bottas    | Mercedes                  | 30  | Va chạm     | 8         |      |
| Ret                                                        | 63    | George Russell     | Williams-Mercedes         | 30  | Va chạm     | 12        |      |
| Ret                                                        | 6     | Nicholas Latifi    | Williams-Mercedes         | 0   | Va chạm     | 14        |      |
| Fastest lap: Lewis Hamilton (Mercedes) – 1:16.702 (lap 60) |       |                    |                           |     |             |           |      |

Nguồn: Trang chủ Formula1

## Bảng xếp hạng sau chặng đua
(Chỉ liệt kê top 5 tay đua và đội đua)
|        | Stt | Tay đua         | Điểm |
| ------ | --- | --------------- | ---- |
|        | 1   | Lewis Hamilton  | 44   |
|        | 2   | Max Verstappen  | 43   |
| 1      | 3   | Lando Norris    | 27   |
| 2      | 4   | Charles Leclerc | 20   |
| 2      | 5   | Valtteri Bottas | 16   |
| Nguồn: |     |                 |      |

|        | Stt | Đội đua               | Điểm |
| ------ | --- | --------------------- | ---- |
|        | 1   | Mercedes              | 60   |
|        | 2   | Red Bull Racing-Honda | 53   |
|        | 3   | McLaren-Mercedes      | 41   |
|        | 4   | Ferrari               | 34   |
|        | 5   | AlphaTauri-Honda      | 8    |
| Nguồn: |     |                       |      |